# 愚民政策
愚民政策（ぐみんせいさく）とは、為政者が国民を「愚民」と呼ばれる政治的無知状態に陥れさせ、その批判力を奪おうとする政策、つまり、民主主義の根幹である国民の政治参加を阻害する権威主義に基づき、人々の知性を意図的に非民主的な方向へ偏向させる政策である。娯楽による心理的利己主義の普及（パンとサーカス）、偏向報道、全体主義国家や軍事国家などの一部の反民主主義教育が愚民化政策の例として挙げられる。愚民化された人々は、政治に興味を示さないか、権威主義に傾倒するため、民主主義を護ろうとせず、その結果、権力者にあまり逆らわなくなるので、権力者は国を独裁的に運営しやすくなる。ただし近代国家には非常に複雑な教育、学問により育てられた科学者、技術者、専門家が必須な為、独裁・民主政問わず政府は、民主主義思想などを学ぶ人文科学と関係の薄い自然科学に類する教育・学問への投資はほぼ必ず行われる。また治安の維持も国家にとって重要であり、むしろ民主主義に基づく人権思想などの近代倫理は人文科学に類するため、民主主義国家が愚民政策を行うことで統治がしやすくなるというわけではなく権威主義国家化しやすくなるというべきである。

## 概要
自由と平等を基幹として、国民の大多数が参加する近代民主主義以前の社会では、民衆の決起や民主革命などを防ぐために、人体に例えるなら特権階級が頭脳であり、民衆が肉体であるべきとする古代の身分概念に基づく権威主義の価値観があり、その差別的価値観を基に、「神の代理者を権威の頂点とする社会的ピラミッド構造」を保つ権威による秩序維持が行われていた。愚民政策もその価値観では正当とされた。だが、近代民主主義では自由と平等に反する不当な差別政策として扱われる為、権威主義者による新たな価値観として「知性は、必ずしも人を幸せにするものばかりとは限らない。知らない方がいい場合もあることはあり得る。また、教育にはコストがかかる。過剰な知識を得ることは、限りある時間とお金を浪費することになるため、却って人を不幸にしてしまう場合もある。そのため、人々の学習機会を制限することにより、快楽主義の最大多数の最大幸福を実現させる事ができる」という発想が生まれた。しかし、理念的には社会的平等を阻害する政策である事に変わりはなく、実利的にも功利主義の問題点である「権力による多数の不幸」を、戦争やテロ活動や他国の経済破壊などという形で実現化させ続けている政策であるために、近代民主主義ではナチス・ドイツなどの例を挙げ、近代民主主義による民主制を破壊しファシズムやレイシズムを生む政策として批判される。

## 海外での例
- 人種差別を温存させる目的を果たす一環の活動における、現代アメリカ南部地域などにおいて私立学校へ公金を流出させ、公共学校の資金を低下させる一連の活動
- 東西に分裂するまでのローマ帝国における、パンとサーカス
- 植民地時代のラオス[1]
- ポル・ポト政権下の民主カンプチア
- 大衆消費社会
- 独裁政権時代の韓国で実施された3S政策(この名称はスクリーン・スポーツ・セックスという人民が特に好む3つの娯楽の頭文字から来ている。後述のように3S政策は韓国だけでなくGHQ占領下の日本でも行われた。)
- 南アフリカのアパルトヘイト。意図的に黒人に教育を与えず、世界的な報道される規模の大暴動が起こった。
- ナチス・ドイツのポーランドの占領政策。知識層を皆殺しにして、教育も読み書きと数字も５００以上教えないなどの対策を取った。